# Denominação Comum Internacional
A Denominação Comum Internacional (DCI) é o nome oficial genérico e não comercial de uma substância farmacológica (medicamento ou droga). Foi estabelecido pelo Comitê de Nomenclaturas da Organização Mundial da Saúde (OMS) em sua resolução WHA3.11 em 1950, sendo publicada a primeira lista em 1953. A DCI tem por volta de 700 substâncias, somando-se a estas, anualmente, cerca de 120 a 150 outras novas.
Uma substância farmacêutica pode ser conhecida por vários nomes químicos, um ou mais códigos de investigação, sinônimos, um nome oficial (pelo menos) e vários nomes registrados ou marcas comerciais em diferentes países. A alternativa de qual é a denominação mais conveniente em medicina restringe-se a escolher entre o nome farmacológico (em resumo, a Denominação Comum Internacional DCI) e o nome comercial. A precisão, uniformidade e aceitação internacional das DCIs as convertem no meio ideal de comunicação entre médicos de vários países, o que as tornam essenciais nos documentos oficiais e nas publicações médicas.
Além disso facilitam a vinculação dos fármacos ao grupo farmacológico a que pertencem ou agente ativo que contêm, por isso é recomendável seu uso no ensino da medicina, farmacologia, livros de texto e, em geral, na prática médica. As marcas são utilizadas no mundo da indústria farmacêutica, mas também para os médicos as marcas oferecem vantagens do tipo não comercial em algumas situações concretas. As DCIs constituem uma proposta mais universal para uniformizar a nomenclatura dos fármacos.
A DCI permite que as autoridades de saúde de diversos países possam elaborar formulários nacionais de medicamentos com a finalidade de uniformizar as compras e prescrições de medicamentos, assim como facilitar a qualidade de sua produção e elaboração. (Ver medicamento genérico).

## Exemplo
| DCI (INN em inglês):                                                 | Paracetamol |
| BAN - British Approved Names (Nomes Aprovados no Reino Unido):       | Paracetamol |
| USAN - United States Adopted Name (Nome Adotado nos Estados Unidos): | Acetaminophen                                                                                                  |
| DCB - Denominação Comum Brasileira (Nome Adotado no Brasil):         | Paracetamol |
| Outros nomes genéricos:                                              | N-acetil-p-aminofenol, APAP, p-Acetamidofenol, Acetamol, ...                                                   |
| Nomes comerciais:                                                    | Tylenol®, Gelocatil®, Panadol®, Panamax®, Perdolan®, Calpol®, Doliprane®, Tachipirina®, ben-u-ron®,Atasol®,... |
| Nomenclatura IUPAC:                                                  | N-(4-hidroxifenil)etanamida                                                                                    |